# Władysław Huzik
Władysław Jan Huzik  (sinh năm 1945 , mất năm 2004 ) là nhà văn, nhà báo và nhà khảo cổ người Ba Lan .

## Tiểu sử
Năm 1969, Władysław Huzik viết báo cáo Tkalnie bez pyłu (tạm dịch: Nhà máy dệt không sinh ra bụi) và được xuất bản với tại  Łódź  . Một số tác phẩm xuất bản ra công chúng gồm trong "Nowy Med", "Współczesność", "Kultura", và "Literatura" .  Tuyển tập truyện ngắn đầu tay Te Mały gnojki w noc  được độc giả đón nhận. Năm 1989, ông đi bán sách, năm 2003 điều hành hai cửa hàng đồ cổ ở Warsaw, một cửa hàng có diện tích 50 m² và tọa lạc tại số 63 phố Koszykowa, và cửa hàng khác tại phố Działdowska  có diện tích 800 m²   - đây là hiệu sách cổ lớn nhất ở Warsaw . Ngoài ra, Władysław Huzik thành lập và điều hành Nhà xuất bản Exlibris . Ông còn là thành viên của Hội Nhà văn Ba Lan . Do nhà văn để lại một khoản nợ trị giá khoảng nửa triệu zlotys, nên con trai ông từ chối nhận tài sản thừa kế của cha mình .

## Các tác phẩm
- Te małe gnojki w nocy, nowele, Wydawnictwo Iskry, 1971[6][1], "Exlibris", 1992[1]
- Notatki do dni pierwszych, mẩu chuyện, Wydawnictwo Łódzkie, 1975[1]
- Dworska szkoła jazdy, phóng sự, Iskry, 1981[1]
- Złodzieje i mecenasi, phóng sự văn học (phát hành cùng với: Gorzkim smakiem awansu Dionizego Sidorskiego, Małą rodzinną mafią Jana Lewandowskiego oraz Gwiazdą Ekspresu Reporterów Danuty Kwapiszewskiej), trong tập truyện Ekspres Reporterów, Krajowa Agencja Wydawnicza, 1981[1]
- Ukradzione twarze, trong tập truyện Klub Srebrnego Klucza, Iskry, 1985[1], "Exlibris", 1993[1]
- Przychodzi baba do lekarza, (Juliana Bogdanowicza minh họa), Nhà xuất bản "Exlibris", 1989[1]
- Zwariowany eskulap (Ludwika Szaleckiego minh họa), Nhà xuất bản "Exlibris", 1989[1]